# Championnats de France de natation en petit bassin 2013
Navigation
Angers 2012 Montpellier 2014
Les Championnats de France de natation 2013 en petit bassin, la 10e édition, se sont tenus du 5 au 8 décembre à Dijon.

## Podiums

### Hommes
| Discipline       | Médaille d'or                                                              | Performance    | Médaille d'argent                                                                  | Performance    | Médaille de bronze                                                                  | Performance    |
| Nage libre       |                                                                            |                |                                                                                    |                |                                                                                     |                |
| 50 m             | Florent Manaudou CN Marseille                                              | 20 s 79        | Clément Mignon CN Marseille                                                        | 22 s 13        | Nosy Pelagie Lyon Natation                                                          | 22 s 16        |
| 100 m            | Florent Manaudou CN Marseille                                              | 45 s 04        | Fabien Gilot CN Marseille                                                          | 46 s 52        | Jérémy Stravius Amiens Métropole Natation                                           | 47 s 44        |
| 200 m            | Jérémy Stravius Amiens Métropole Natation                                  | 1 min 44 s 44  | Clément Mignon CN Marseille                                                        | 1 min 44 s 92  | Lorys Bourelly Dauphins du TOEC                                                     | 1 min 46 s 92  |
| 400 m            | Anthony Pannier AAS Sarcelles Nat. 95                                      | 3 min 44 s 92  | Enzo Vial Collet Mulhouse ON                                                       | 3 min 46 s 51  | Rahiti De Vos Olympic Nice Natation                                                 | 3 min 46 s 56  |
| 800 m            | Anthony Pannier AAS Sarcelles Nat. 95 Damien Joly Olympic Nice Natation    | 7 min 44 s 23  |                                                                                    |                | Joris Bouchaut Dauphins du TOEC                                                     | 7 min 46 s 36  |
| 1 500 m          | Anthony Pannier AAS Sarcelles Nat. 95                                      | 14 min 37 s 84 | Axel Reymond AS Le Plessis-Savigny                                                 | 14 min 48 s 09 | Enzo Vial Collet Mulhouse ON                                                        | 14 min 50 s 22 |
| Papillon         |                                                                            |                |                                                                                    |                |                                                                                     |                |
| 50 m             | Florent Manaudou CN Marseille                                              | 22 s 11 (RF)   | Mehdy Metella CN Marseille                                                         | 23 s 35        | Romain Sassot CN Chalon-sur-Saône                                                   | 23 s 94        |
| 100 m            | Jérémy Stravius Amiens Métropole Natation                                  | 50 s 06 (RF)   | Jordan Coelho Étampes Natation                                                     | 52 s 08        | Mehdy Metella CN Marseille                                                          | 52 s 17        |
| 200 m            | Jordan Coelho Étampes Natation                                             | 1 min 53 s 70  | Thomas Vilaceca Montauban Natation                                                 | 1 min 55 s 58  | Marvin Maisonneuve Montauban Natation                                               | 1 min 58 s 32  |
| Dos              |                                                                            |                |                                                                                    |                |                                                                                     |                |
| 50 m             | Camille Lacourt CN Marseille                                               | 24 s 30        | Benjamin Stasiulis CN Marseille                                                    | 24 s 31        | Nathan Bonnel Mulhouse ON                                                           | 24 s 73        |
| 100 m            | Jérémy Stravius Amiens Métropole Natation                                  | 49 s 57 (RF)   | Benjamin Stasiulis CN Marseille                                                    | 51 s 57        | Camille Lacourt CN Marseille                                                        | 52 s 08        |
| 200 m            | Benjamin Stasiulis CN Marseille                                            | 1 min 53 s 23  | Nathan Bonnel Mulhouse ON                                                          | 1 min 57 s 13  | Joris Hustache Stade français O Courbevoie                                          | 1 min 57 s 64  |
| Brasse           |                                                                            |                |                                                                                    |                |                                                                                     |                |
| 50 m             | Giacomo Perez-Dortona CN Marseille                                         | 26 s 86        | Eddie Moueddene Amiens Métropole Natation                                          | 27 s 21        | Thomas Rabeisen CN Antibes                                                          | 27 s 75        |
| 100 m            | Giacomo Perez-Dortona CN Marseille                                         | 59 s 36        | Jean Dencausse Dauphins du TOEC                                                    | 59 s 89        | William Debourges CN Antibes                                                        | 59 s 98        |
| 200 m            | Quentin Coton CN Antibes                                                   | 2 min 08 s 37  | William Debourges CN Antibes                                                       | 2 min 8 s 43   | Jean Dencausse Dauphins du TOEC                                                     | 2 min 8 s 85   |
| 4 nages          |                                                                            |                |                                                                                    |                |                                                                                     |                |
| 100 m            | Florent Manaudou CN Marseille                                              | 50 s 96 (RF)   | Eddie Moueddene Amiens Métropole Natation                                          | 54 s 19        | Romain Landry Dauphins du TOEC                                                      | 54 s 91        |
| 200 m            | Ganesh Pedurand Dauphins du TOEC                                           | 1 min 57 s 57  | Quentin Coton CN Antibes                                                           | 1 min 57 s 68  | Romain Landry Dauphins du TOEC                                                      | 1 min 59 s 33  |
| 400 m            | Quentin Coton CN Antibes                                                   | 4 min 11 s 94  | Ganesh Pedurand Dauphins du TOEC                                                   | 4 min 12 s 78  | Théo Fuchs Amiens Métropole Natation                                                | 4 min 14 s 05  |
| Relais           |                                                                            |                |                                                                                    |                |                                                                                     |                |
| 4 × 50 m         | CN Marseille Fabien Gilot Yoris Grandjean Benjamin Stasiulis Mehdy Metella | 1 min 26 s 41  | CN Marseille Florent Manaudou Clément Mignon Camille Lacourt Giacomo Perez-Dortona | 1 min 27 s 04  | Amiens Métropole Natation Jérémy Stravius Eddie Moueddene Théo Fuchs Raphael Menage | 1 min 29 s 73  |
| 4 × 50 m 4 nages | CN Marseille Camille Lacourt Grégory Mallet Florent Manaudou Fabien Gilot  | 1 min 35 s 03  | CN Marseille Benjamin Stasiulis Giacomo Perez-Dortona Mehdy Metella Clément Mignon | 1 min 35 s 59  | Amiens Métropole Natation Jérémy Stravius Eddie Moueddene Théo Fuchs Raphael Menage | 1 min 38 s 10  |

### Femmes
| Discipline       | Médaille d'or                          | Performance   | Médaille d'argent                      | Performance   | Médaille de bronze                          | Performance    |
| Nage libre       |                                        |               |                                        |               |                                             |                |
| 50 m             | Anna Santamans Olympic Nice Natation   | 24 s 69       | Béryl Gastaldello CN Marseille         | 24 s 80       | Margaux Fabre Montauban Natation            | 25 s 08        |
| 100 m            | Charlotte Bonnet Olympic Nice Natation | 53 s 19       | Margaux Fabre Montauban Natation       | 54 s 04       | Camille Muffat Olympic Nice Natation        | 54 s 06        |
| 200 m            | Camille Muffat Olympic Nice Natation   | 1 min 53 s 80 | Charlotte Bonnet Olympic Nice Natation | 1 min 53 s 82 | Mylène Lazare AAS Sarcelles Natation 95     | 1 min 56 s 56  |
| 400 m            | Coralie Balmy Mulhouse ON              | 4 min 1 s 00  | Camille Muffat Olympic Nice Natation   | 4 min 1 s 35  | Charlotte Bonnet Olympic Nice Natation      | 4 min 1 s 44   |
| 800 m            | Coralie Balmy Mulhouse ON              | 8 min 20 s 03 | Morgane Rothon Alliance Dijon Natation | 8 min 31 s 03 | Isabelle Mabboux AC Boulogne-Billancourt    | 8 min 33 s 92  |
| 1 500 m          | Morgane Rothon Alliance Dijon Natation | 16 min 8 s 09 | Aurélie Muller CN Sarreguemines        | 16 min 8 s 14 | Coralie Codevelle AAS Sarcelles Natation 95 | 16 min 20 s 06 |
| Papillon         |                                        |               |                                        |               |                                             |                |
| 50 m             | Mélanie Henique Amiens Métropole Nat.  | 25 s 60       | Camille Muffat Olympic Nice Natation   | 25 s 61       | Béryl Gastaldello CN Marseille              | 26 s 02        |
| 100 m            | Camille Muffat Olympic Nice Natation   | 57 s 31       | Mélanie Henique Amiens Métropole Nat.  | 58 s 10       | Marie Wattel Olympic Nice Natation          | 58 s 90        |
| 200 m            | Marie Wattel Olympic Nice Natation     | 2 min 9 s 66  | Lara Grangeon CN Calédoniens           | 2 min 10 s 10 | Isabelle Mabboux AC Boulogne-Billancourt    | 2 min 10 s 17  |
| Dos              |                                        |               |                                        |               |                                             |                |
| 50 m             | Mathilde Cini Valence Triathlon        | 27 s 39       | Cloé Credeville CN Marseille           | 27 s 50       | Camille Gheorghiu CN Antibes                | 28 s 46        |
| 100 m            | Cloé Credeville CN Marseille           | 58 s 75       | Camille Muffat Olympic Nice Natation   | 59 s 75       | Mathilde Cini Valence Triathlon             | 59 s 90        |
| 200 m            | Cloé Credeville CN Marseille           | 2 min 9 s 94  | Marie Buresi CN Brest                  | 2 min 11 s 17 | Alice Boutant Stade français O Courbevoie   | 2 min 12 s 45  |
| Brasse           |                                        |               |                                        |               |                                             |                |
| 50 m             | Solène Gallego Dauphins Toulouse OEC   | 31 s 39       | Carmella Kitching Montauban Natation   | 31 s 77       | Coralie Dobral Montauban Natation           | 31 s 80        |
| 100 m            | Claire Polit ASPTT Montpellier         | 1 min 8 s 16  | Vaisse Sarah Amiens Métropole Natation | 1 min 8 s 19  | Fanny Deberghes ASPTT Montpellier           | 1 min 8 s 26   |
| 200 m            | Fanny Deberghes ASPTT Montpellier      | 2 min 24 s 56 | Coralie Dobral Montauban Natation      | 2 min 26 s 49 | Manon Marlot Stade de Vanves                | 2 min 27 s 66  |
| 4 nages          |                                        |               |                                        |               |                                             |                |
| 100 m            | Charlotte Bonnet Olympic Nice Natation | 1 min 0 s 08  | Sophie de Ronchi ES Massy Natation     | 1 min 2 s 01  | Laurine Del'homme Club des Nageurs de Paris | 1 min 2 s 84   |
| 200 m            | Charlotte Bonnet Olympic Nice Natation | 2 min 8 s 65  | Lara Grangeon CN Calédoniens           | 2 min 10 s 93 | Fantine Lesaffre Mulhouse ON                | 2 min 12 s 81  |
| 400 m            | Lara Grangeon CN Calédoniens           | 4 min 37 s 74 | Fantine Lesaffre Mulhouse ON           | 4 min 38 s 25 | Isabelle Mabboux AC Boulogne-Billancourt    | 4 min 42 s 44  |
| Relais           |                                        |               |                                        |               |                                             |                |
| 4 × 50 m         |                                        |               |                                        |               |                                             |                |
| 4 × 50 m 4 nages |                                        |               |                                        |               |                                             |                |

### Sources
- Résultats sur le site de la FFN